# Nonkonformister
Nonkonformister eller non-konformister kaldtes siden 1660'erne de protestanter i England som af dogmatiske grunde ikke anerkendte De 39 artikler, den anglikanske kirkes officielle læregrundlag efter bruddet med romerkirken i 1530'erne.
De tog efter Act of Uniformity fra 1662 ('uniformitetsakt') afstand fra den anglikanske gudstjeneste- og kirkeordning, og dannede derfor deres egne trosretninger, nogle blev baptister, andre presbyterianere.
Udtrykket dissenter ('af en anden mening') kom i brug især efter Act of Toleration fra 1689, som undtog de nonkonformister der havde aflagt troskabed fra sanktioner for ikke at deltage i gudstjenester i Church of England.